# 최진호 (1984년)
최진호(崔眞皜, 1984년 8월 26일 ~ )는 전 KBO 리그 한화 이글스의 투수이다.
2007년 신인 드래프트에서 한화 이글스의 1차 지명을 받고 입단하였지만 1군에 오르지 못하고 상무 야구단에 입대했다. 2011년 제대 후 처음으로 1군에 올라 떠오르는 유망주였지만 2011년 6월 7일 뺑소니 사건의 가해자로 연루되어, 한화 이글스에서 임의탈퇴되었고 징역을 선고받았다.

## 출신학교
- 청주서원초등학교
- 세광중학교
- 세광고등학교
- 인하대학교

## 사건·사고
2011년 6월 4일 대전광역시 대덕구 오정동 대로에서 길을 건너던 보행자를 치어 숨지게 하고 달아난 혐의로 조사를 받고 구속 영장이 신청되었다. 구속 기소된 후 같은 해 10월 14일 대전지방법원에서 징역 7년형을 선고받았다.